# Blackpool Dance Festival
Das acht Tage dauernde Blackpool Dance Festival ist der weltweit älteste bis heute stattfindende internationale Tanzwettbewerb für Gesellschaftstanz, das seit 1920 im Theater Winter Gardens im britischen Blackpool (North West England) stattfindet. Das Festival wird jährlich veranstaltet; seit dem frühen 21. Jahrhundert im Mai. 2003 nahmen 1539 Paare aus 54 Ländern teil. 
Es werden Wettbewerbe im Standard- und Lateintanz für Erwachsene durchgeführt. Die Wettbewerbe teilen sich in Amateure, Berufstänzer und Formationen. Des Weiteren gibt es das Professional Team Match und die Exhibition Competition.